# Винод Агарвал
Винод Агарвал (Шри Винод Агарвал Джи, англ. Sri Vinod Agarwal Ji, хинди विनोद अग्रवाल; 6 июня 1955, Дели — 6 ноября 2018, Вриндаван) — вайшнавский религиозный певец, предприниматель. Известен благодаря своему неподражаемому стилю исполнению киртанов и бхаджанов о Кришне. Пение религиозных песен является важным аспектом индуистской религиозной практики. Винод Агарвал приобрел репутацию великого музыканта, выступая перед публикой в храмах, сатсангах, ашрамах и на открытых площадках в Индии и других странах. Множество его выступлений было записано на VCD и DVD, в которых кадры концерта перемежаются изображениями сюжетов из жизни божеств, живописных мест Индии и индусов во время молитвы, что позволило этим мероприятиям охватить гораздо более широкую аудиторию по всему миру.

## Семья
Отец Винода — Кишан Дас Агарвал (Kishan Das Agarwal), мать — Ратни Деви Агарвал (Ratni Devi Agarwal). У них было трое сыновей и дочь. Из двух братьев Винода один старше его, а другой младше. Младший брат Ашок Агарвал пел бхаджаны вместе с Винодом в его вечерних программах.

## Образование
Винод Агарвал жил в Дели до 7 лет, где учился до 2 класса. В 1962 г. его семья переехала в Мумбаи, где он закончил учёбу. Винод хорошо разбирался в математике и естественных науках и безвозмездно помогал в учёбе своим одноклассникам, поскольку верил, что нужно раздавать даром все, что дал ему Бог. В последний год школьной учёбы у него возникло сильное желание стать врачом, чтобы помогать людям. Но после окончания школы он не стал продолжать учёбу, а начал сотрудничать со своим отцом в швейном бизнесе.

## Личная жизнь
11 декабря 1975 г., в возрасте 20 лет, Винод Агарвал женился. Его жена, Кусум Лата Агарвал, оказывала ему большую поддержку, сопровождая супруга на религиозных программах до конца его жизни. Сам Винод считал благословением Божьим то, что у него появился очень хороший спутник жизни. Он очень ясно говорил об этом во многих интервью, называя свою супругу идеальной хозяйкой с очень благонравным, чистым и простым умом, благодаря которой он без особых усилий донес Харинаму до широких масс.
Сын Винода Агарвала — Джатин Агарвал (Jatin Agarwal), женат и имеет сына и дочерей-близняшек. С 2000 года начал заниматься швейным бизнесом отца.
Дочь Винода Агарвала — Шикха Агарвал (Shikha Agarwal), замужем, имеет дочь.

## Начало духовного пути через музыку
Родители Винода Агарвала были верующими в Господа Кришну, поэтому с детства он проникся атмосферой религиозной преданности. С ранних лет Винод проявлял большой интерес к музыке, поэтому отец отправил его в музыкальный класс учиться игре на фисгармонии. В то время Виноду было 12 лет, и он научился играть на фисгармонии всего за два месяца. В его сердце и уме было такое сильное стремление служить Богу с помощью музыки, что он сам начал делать дополнительные риязы (упражнения), и очень быстро стал мастером игры на фисгармонии.
Отец Винода поощрял его совершать киртаны с самого детства. Эти киртаны обычно очень нравились людям и собирали большие группы в их районе. Люди заметили сияние в маленьком мальчике, который мог создавать религиозную ауру своими прекрасными гимнами. С этого момента Винод начал набирать популярность.
С 1978 г. он начал проводить санкиртан в офисе своего старшего брата в Калбадеви каждое воскресенье с 10.00 до 12:30.
Мать Винода Агарвала учила сына, что, как бы высоко ты ни поднялся в жизни, ты никогда не сможешь подняться выше Бога, поэтому всегда будь прост в жизни, мягок в речах и скромен по натуре. Чему Винод Агарвал и следовал на протяжении всей своей жизни, и все люди, которые встречались с ним во время его программ, прекрасно это знали. Он никогда не надевал яркую одежду на свои выступления. И музыкальная схема его бхаджанов была простой. Он избегал много фотографироваться и снимать видео. Всякий раз, когда фотографы пытались сфотографировать его перед сценой несколько раз, Винод категорически отказывался делать то, что, по его словам, должно быть сделано один раз.
Люди часто спрашивали Винода Агарвала о секрете его успеха, на что он отвечал: «Всегда используйте силу, данную вам Богом, для блага людей, никогда не преследуйте с помощью этой силы свои личные интересы». Он считал, что секрет его успеха в благословениях и неустанных стараниях его родителей, понимании его гуру и особой благодати Божьей.

## Встреча сгуруи посвящение
В октябре 1978 г. в Мумбаи на 3 дня приехал Шри Гурудев Свами Мукунд Хари Джи Махарадж, которого называли «Санкиртан Самрат, легенда из Бхатинды», знаменитый благодаря своему пению. И так совпало, что туда, где он остановился, также отправился и Винод Агарвал. Впервые увидев Свами Мукунд Хари Джи Махараджа, Винод почувствовал, что получил даршан. Он попросил у Махараджа дикшу (посвящение). Свами Мукунд Хари Джи Махарадж отказался немедленно дать дикшу Виноду и сказал подождать.
В 1979 г., когда Винод Агарвал отправился со своей семьей в дхаму (святое место), там также гостил Свами Мукунд Хари Джи Махарадж. Там он увидел деятельность Винода, его интерес к музыке и любовь к Богу, был доволен и инициировал его. И велел ему проповедовать Харинаму по всему миру, ни от кого не принимая дакшину (плату) или подарки. В то время Виноду Агарвалу было 24 года. Он сделал наставление гуру целью своей жизни и занялся этой деятельностью.
Винод Агарвал и его гуру недолго оставались вместе, так как Винод получил дикшу от Махараджа в 1979 г., а в 1986 г. Шри Гурудев ушел из жизни. Однако, когда Винод Агарвал отправлялся исполнять программу санкиртана, он чувствовал, что его гуру незримо присутствует с ним и говорит: «Тебе нужно только держать фисгармонию на сцене, а я буду петь. Твои губы будут шевелиться у микрофона, но слова будут моими». И это была единственная причина, по которой Винод Агарвал перед выступлением не репетировал с коллегами дома или за кулисами, потому что сам не знал, что будет петь в сегодняшней программе.

## ГруппасанкиртаныВинода Агарвала
Винод Агарвал считал, что тот, кто присоединяется к его группе, всегда должен оставаться с ним. Таким образом, от начала и до последних дней состав группы Винода Агарвала почти не менялся. Особо значимым спутником Винода был Балдев Кришан Сегал из города Джагадхри, который принимал участие почти в каждой программе Винода Агарвала на протяжении почти 25 лет.
Он был тем, кто подтолкнул Винода Агарвала в 1993 г. к первой поездке за пределы Мумбаи, чтобы совершить санкиртан. Поскольку Винод Агарвал занимался бизнесом со своим отцом, он иногда ездил в другие города по делам бизнеса, но никогда не выезжал за пределы Мумбаи с целью совершить санкиртан. Поэтому Балдев Джи попросил у отца Винода разрешения на это и получил согласие. Винод Агравал не раздумывая согласился уехать из Мумбаи, чтобы провести санкиртан, поскольку это было желание его отца.
Однажды Винод Агарвал собирался в Амритсар по делам бизнеса, и по дороге Балдев Джи попросил его заехать к нему домой в Джагадхри, откуда отвез его в Ямунанагар, где в этот день была запланировала живая программа Винода Агарвала, для которой Балдев Джи уже сделал все приготовления, а Винод об этом не знал. Это была первая живая программа санкиртана Шри Винода Агарвала. И в тот же день вечером в Панипате также была живая программа санкиртана, и отсюда начался путь Винода Агарвала, чтобы стать Бхаджан Самратом.
Сотрудничество между Балдевом Джи и Винодом Агарвалом были настолько близким, что всякий раз, когда Винод выступал на сцене и во время пения бхаджанов забывал строчку, Балдев сразу же напоминал эту строчку или пел её сам, чтобы ритм санкиртана не нарушался, а затем то же самое делал и Винод. Таким образом, вклад Балдева Джи Сегала в путь становления Бхаджан Самрата Винода Агарвала был огромен, его нельзя недооценить. Сам Винод Агарвал говорил, что если кто-то и внес материальный вклад в его путешествие в санкиртану, так это Шри Балдев Джи.
Имена и роли членов группы Винода Агарвала следующие:
- Балдев Кришан Сегал — хор, игра на фисгармонии
- Прем Сегал — хор
- Мурали Сегал — хор
- Мандип Сингх Джолли — игра на табле
- Нарендра Джараура — игра на дхолаке[2]

## Переезд воВриндаван
Поскольку Винод Агарвал занимался бизнесом вместе с отцом и нес ответственность за свою жену и двоих детей, ему было трудно найти время как для бизнеса, так и для санкиртаны. В 1993 г. он провел только пять живых программ санкиртаны из-за того, что был занят бизнесом.
В 1994 г. он, не оставляя бизнеса, сумел провести 10 живых выступлений. Его душевные бхаджаны стали нравиться большому количеству людей, и постепенно имя певца бхаджанов Винода Агарвала становилось все более известным. Он продолжал совмещать бизнес и выступления до 2000 г. Тем временем, между 1995 и 1998 гг. скончались его отец и мать. В 2000 г. сын Винода Агарвала Джатин Агарвал женился и начал управлять его бизнесом вместе со своей семьей. Между тем, Винод также выдал замуж свою дочь, полностью выполнив свои семейные обязанности. После передачи бизнеса сыну, с 2000 г. Винод Агарвал увеличил количество своих живых программ.
В 2012 г., когда внукам Винода Агарвала исполнилось 6-7 лет, он сказал своей жене: «Первая власть над моим телом принадлежит родителям, которых больше нет, а вторая власть принадлежит тебе. Если ты не возражаешь, я поеду во Вриндаван и буду там жить». Услышав это, его жена решила ехать с ним во Вриндаван.

## Уход из жизни
В ашраме Говинд Ки Гали 11 ноября 2018 г. должно было состояться выступление Винода Агарвала, в котором также собирались участвовать многие другие исполнители бхаджанов. Винод Агравал занимался подготовкой к этому событию, чтобы придать ему атмосферу грандиозности. В воскресенье 4 ноября у него внезапно начались боли в груди, из-за которых он был госпитализирован в больницу Наяти в Матхуре. В понедельник его сын Джатин и брат Ашок вместе с другими родственниками приехали в Матхуру из Дели. Винод Агарвал скончался утром во вторник 6 ноября 2018 г. из-за полиорганной недостаточности. Ему было 63 года.
В свои последние дни он часто говорил, что, покидая тело, хотел бы находился во Врадждхаме, и это его желание исполнилось.
Последняя живая программа Винода Агарвала состоялась 24 октября 2021 г. в Шри Кришан Крипа Дхаме (Shri Krishan Kripa Dham) во Вриндаване.

## Признание и заслуги
Проповедуя Харинаму, Винод Агарвал стал чрезвычайно популярным не только в Индии, но и среди вайшнавов по всему миру. Своим эмоциональным пением он заставлял плакать от духовных чувств на своих выступлениях тысячи людей. Благодаря этой своей способности, он добавил новую главу в духовный мир, продвинул в широкие массы движение санкиртаны, которое, согласно учению кришнаитов, помогает душе восстановить свои вечные взаимоотношения с Богом и вернуться в духовный мир.
Его называли «Бхаджан Самрат», что на санскрите означает «император бхаджана».
За свою жизнь он провел более 1500 живых программ, в Индии, США, Великобритании, Италии, Сингапуре, Швейцарии, Франции, Канаде, Германии, Ирландии, Таиланде, Дубае, Непале.
Помимо живых выступлений, он выпустил более 115 аудиокассет, CD, VCD и DVD по всему миру. В сети интернет в свободном доступе выложено множество аудио- и видеозаписей его живых программ с 2000 г.
Благодаря деятельности Винода Агарвала во Вриндаване был построен ашрам «Говинд Ки Гали», где в память о нём ежегодно 6 ноября организуются религиозные программы.

## Говинд Ки Гали
Винод Агарвал никогда не брал ни гонорара, ни подарков за проповедь Харинамы. В связи с этим в умах многих людей возникал вопрос — на какие средства был построен ашрам «Говинд ки Гали» с небольшим храмом и залом для киртанов во Вриндаване, где жил Винод Агарвал?
В действительности Говинд Ки Гали принадлежит крупному бизнесмену и ярому приверженцу Винода Агарвала. Поклонники Винода много пытались ему дать, но он наотрез отказывался. По неоднократным настояниям крупного бизнесмена, он сделал Говинд Ки Гали своей временной резиденцией во Вриндаване. Он всегда говорил, что постоянная обитель каждого живого существа находится в Бхагават Дхаме, о чём всегда следует помнить. Теперь в этом духовном месте поют гимны его ученики. Бхагаван Нам Санкиртан, начатый Винодом Агарвалом, до сих пор звучит в Говинд Ки Гали утром и вечером.